# Telmário de Araújo Sacramento
Telmário de Araújo Sacramento, meglio conosciuto solo come Dinei (São Domingos, 11 novembre 1983), è un ex calciatore brasiliano, di ruolo attaccante.